# Мимрик, Павел Савельевич
Павел Савельевич Мимрик (28 июня 1921, Одесса — 8 июля 1974, Минск) — советский футболист, защитник. Мастер спорта СССР, заслуженный тренер БССР (1967).

## Биография
Выступал за одесскую юношескую команду, окончил зубопротезную школу. В начале 1941 года был призван в армию. Учился в Энгельсской школе стрелков-радистов. Воевал на Западном, 1-м и 3-м Белорусских, 1-м Прибалтийском фронтах. Вычислитель артдивизиона, затем командир топографического отделения 150-й артиллерийской бригады. Принимал участие в освобождении Минска. Награжден орденом Красной Звезды, медалями «За отвагу», «За взятие Кенигсберга» и другими.
В 1946—1947 годах играл за минскую команду Дома офицеров. В 1947—1956 годах выступал за «Динамо»/«Спартак» Минск, провёл 209 матчей (147 — в классе «А» в 1947—1950, 1952, 1954—1955 годах). Был капитаном команды. Бронзовый призёр 1954 года.
Провёл один матч на Спартакиаде народов СССР 1956 года в составе сборной Белорусской ССР (против Азербайджана за 7 место — 2:0).
После окончания карьеры игрока 1957 год отработал начальником команды «Урожай» Минск, три следующих сезона — вторым тренером. В 1961 был помощником Виталия Косенюка в «Спартаке» Брест. В 1962—1963 работал тренером в СКА (Минск), после расформирования команды вернулся в Брест. В 1966—1967 — тренер в «Немане» Гродно, в 1968—1972 — начальник команды. Позже — тренер в группе подготовки «Динамо» Минск.
Покончил жизнь самоубийством в июле 1974.
Старшая дочь Лидия стала педагогом, младшая дочь Анна стала работать в проектном институте в Минске.